# Cecil Payne
Cecil McKenzie Payne (ur. 14 grudnia 1922 w Nowym Jorku, zm. 27 listopada 2007 w Stratford) – afroamerykański saksofonista i flecista jazzowy. Jeden z najlepszych saksofonistów barytonowych w epoce bebopu.

## Życiorys
Urodził się i wychował w Brooklynie. Miał siostrę Cavril, przyszłą wokalistkę, z którą sporadycznie występował. W wieku trzynastu lat usłyszał solo Lestera Younga w utworze Honeysucle Rose, wykonywanym przez orkiestrę Counta Basiego. Potem od razu poprosił ojca o saksofon i wkrótce dostał alt. Lekcje gry pobierał u lokalnego lecz znanego saksofonisty altowego – Pete’a Browna. Uczęszczał do prestiżowej The Boys’ High School w dzielnicy Bedford-Stuyvesant. Jego młodszym kolegą szkolnym był Randy Weston, późniejszy słynny pianista jazzowy, z którym współpracował.
Pierwsze kroki w karierze muzyka stawiał grając w zespołach lokalnych. W 1942 otrzymał powołanie do U.S. Army. Przez cztery lata służby grał w orkiestrze wojskowej. Po jej zakończeniu w 1946 zadebiutował jako muzyk studyjny. Był sidemanem w nagraniu płyty puzonisty J.J. Johnsona dla wytwórni Savoy. Podczas krótkiej współpracy z trębaczem Royem Eldridgem zaczął grać na saksofonie barytonowym, który stał się jego głównym instrumentem. Jeszcze w tym samym roku dołączył do orkiestry trębacza Dizzy’ego Gillespiego, poznanego przez Eldridge’a. Występując w big-bandzie  współtwórcy stylu bebop, zyskał uznanie dzięki nowemu podejściu do nieporęcznego i przez to nielubianego przez muzyków barytonu, i pełnej wdzięku grze na nim. Uczestniczył w większości najbardziej znaczących nagrań Gillespiego z tego okresu, m.in. dwuczęściowej kompozycji Cubano-Be/Cubano-Bop. Ponadto zagrał wiele oryginalnych partii solowych w szeregu utworów, takich jak Ow! i Stay on It. Mimo powszechnego szacunku, jakim cieszył się wśród znawców jazzu, nigdy nie zaznał sławy.
W 1949 odszedł od Gillespiego i jako lider dokonał nagrań dla wytwórni Decca. Towarzyszyli mu m.in. pianista Duke Jordan i trębacz Kenny Dorham. Następnie współpracował z zespołami pianisty Tadda Damerona i saksofonisty Colemana Hawkinsa. Od 1952 do 1954 występował z formacją saksofonisty Illinois Jacqueta. W 1956 odbył tournée po Szwecji w zespole swojego szkolnego kolegi – Randy'ego Westona, z którym grał okazjonalnie przez długie lata. W tym samym roku nagrał album Patterns of Jazz. Rok później wraz z innym barytonistą – Pepperem Adamsem wziął udział w powstaniu płyty Dakar Johna Coltrane’a, giganta jazzu nowoczesnego. Niedługo potem porzucił zajęcie muzyka i podjął pracę w firmie ojca, zajmującej się nieruchomościami. Na estradę i do studia nagraniowego wrócił w 1960. W kolejnym roku został dyrygentem zespołu muzycznego grającego w awangardowym przedstawieniu teatralnym The Connection, autorstwa Jacka Gelbera. Sztuka w inscenizacji nowojorskiego, off-broadwayowego, eksperymentalnego The Living Theatre odniosła sukces, m.in. zdobyła w 1961 Grand Prix na Festiwalu Teatru Narodów w Paryżu. We Francji dołączył do orkiestry Lionela Hamptona, z którą odbył swoją drugą trasę koncertową w Europie. Po powrocie do Stanów Zjednoczonych kontynuował pracę w firmie ojca.
W następnych latach jako lider nagrał niewiele płyt. Najlepszą z nich był zarejestrowany w 1969 album Zodiac. Pozostał jednak cenionym sidemanem. Od 1963 do 1966 współpracował z formacją kubańsko-amerykańskiego bandlidera Machito. Przez następne dwa lata grał z zespołem klarnecisty Woody’ego Hermana. W 1969 dołączył do składu orkiestry Counta Basiego, z którą grał do 1972. W 1974 został członkiem The New York Jazz Repertory Orchestra. Odbył także europejskie tournée z przedstawieniem teatru muzycznego, pt. The Musical Life of Charlie Parker. Przez całe następne dziesięciolecie był związany z zespołem Dameronia, założonym przez perkusistę Philly'ego Joego Jonesa w hołdzie Taddowi Dameronowi i jego muzyce. Po śmierci Jonesa w 1985 został nieformalnym kierownikiem zespołu. Jednocześnie przez dłuższy czas ponownie pracował z Jacquetem. Założył także i prowadził własną grupę – The Bebop Generation, z którą występował w różnych klubach Nowego Jorku. Na początku lat 90. nagrał w wytwórni Delmark kilka dobrze ocenionych płyt. Jednak ok. 1985 był rzadko widywany. Dopiero po pewnym czasie znajomi dotarli do jego brooklyńskiego domu, w którym żył jak pustelnik, samotny, niedożywiony i ze słabnącym wzrokiem. Będąc człowiekiem dumnym i niezależnym, niechętnie przyjął pomoc finansową ze strony Jazz Foundation of America. Na szczęście jego stan zdrowia szybko się poprawił i z czasem wrócił do pracy. W listopadzie 2001 w znanym nowojorskim klubie jazzowym, 55 Bar, dał dwa występy ze swoją siostrą – Cavril. Regularnie koncertował niemal do śmierci.
Zmarł na raka prostaty. Miał 84 lata.

## Wybrana dyskografia

### Jako lider lub współlider
- 1957
  - Cecil Payne (Signal)
  - Patterns of Jazz (Savoy)
- 1961 Cecil Payne – Performing Charlie Parker Music (Charlie Parker Records)
- 1962 The Connection (Charlie Parker Records)
- 1972 Brookfield Andante (Spotlite)
- 1973
  - Zodiac (Strata-East)
  - Cecil Payne–Duke Jordan – Brooklyn Brothers (Muse)
- 1976 Bird Gets the Worm (Muse)
- 1980 Bright Moments (Spotlite)
- 1995 Cerupa (Delmark)
- 1997 Scotch and Milk (Delmark)
- 2000 Cecil Payne – The Brooklyn Four Plus One (Progressive Records)
- 2001 Chic Boom – Live At The Jazz Showcase (Delmmark)

### Jako sideman
Z Cannonballem Adderleyem
- 1955 Julian Cannonball Adderley (EmArcy)

Z Gene’em Ammonsem
- 1965 Sock! (Prestige)

Z Countem Basiem
- 1970 High Voltage (MPS)

Z Kennym Burrellem
- 1957 Kenny Burrell (Prestige)

Z Jimmym Clevelandem
- 1956 Introducing Jimmy Cleveland and His All Stars (EmArcy)

Z Johnem Coltrane’em
- 1957 Baritones and French Horns (Prestige)
- 1963 Dakar (Prestige)

Z Taddem Dameronem
- 1949 Cool Boppin’ (Fresh Sound)
- 1956 Fontainebleau (Prestige)

Z Dameronią
- 1982 To Tadd with Love (Uptown)
- 1983 Look Stop Listen (Uptown)
- 1994 Live at the Theatre Boulogne-Billancourt Paris (Soul Note)

Z Dizzym Gillespiem
- 1948 Pleyel 48 (Vogue)
- 1957 Dizzy Gillespie and His Big Band (GNP)
- 1968 The Dizzy Gillespie Reunion Big Band (MPS)
- 1995 The Complete RCA Victor Recordings (Bluebird)

Z Illinois Jacquetem
- 1956 Groovin’ with Jacquet (Clef)
- 1968 The Soul Explosion (Prestige)

Z Jimmym Smithem
- 1990 Six Views of the Blues (Blue Note)

Z Sonnym Stittem
- 1955 Sonny Stitt Plays Arrangements from the Pen of Quincy Jones (Roost)

Z Idrisem Suliemanem
- 1958 Roots (New Jazz)

Z Clarkiem Terrym
- 1966 Clark Terry (EmArcy)

Z Leonem Thomasem
- 1973 Blues and the Soulful Truth (Flying Dutchman)

Z Randym Westonem
- 1956
  - With These Hands... (Riverside)
  - Jazz à la Bohemia (Riverside)
- 1957 The Modern Art of Jazz by Randy Weston (Dawn)
- 1960 Uhuru Afrika (Roulette)
- 1994 Monterey ’66 (Verve)

Zestawienie wg dat wydania płyt